# Äschlenberg
Äschlenberg ist ein Weiler in der Schweizer Gemeinde St. Ursen im Kanton Freiburg. Äschlenberg liegt gut drei Kilometer östlich von St. Ursen und knapp einen Kilometer nördlich von Alterswil. Von Äschlenberg gibt es Strassenverbindungen nach Alterswil, Mediwil, und Richtung Rechthalten/St. Ursen.  

## Geschichte
Der Weiler hiess ursprünglich Erschlenberg und war im Mittelalter der Weiler mit dem grössten Bevölkerungsanteil aller Weiler, die heute zur Gemeinde St. Ursen gehören. Zwei Einwohner von Äschlenberg wurden 1442 in Freiburg wegen Hexerei verbrannt. Um die Jahrhundertwende vom 19. zum 20. Jahrhundert gab es in Äschlenberg eine eigene Schule, die beispielsweise 1888 von 60 Kindern besucht wurde. Bei der Gründung der Gemeinde St. Ursen fand die Versammlung entweder hier oder in Baletswil statt, das ist historisch nicht mehr eindeutig zu eruieren. Sicher ist hingegen, dass ein Äschlenberger die damalige Versammlung mit präsidierte. Auch in den ersten Gemeinderat von St. Ursen wurde ein Äschlenberger gewählt.